# Parafia Podwyższenia Krzyża Świętego w Górowie Iławeckim
Parafia Podwyższenia Krzyża Świętego w Górowie Iławeckim – parafia greckokatolicka w Górowie Iławeckim, w dekanacie olsztyńskim eparchii olsztyńsko-gdańskiej. Założona w 1957. Mieści się przy ulicy ks. Mirosława Ripeckiego.